# 한병도
한병도(韓秉道, 1967년 12월 7일~)는 대한민국의 정치인으로, 제17·21·22대 국회의원이다. 2017년부터 2019년에는 청와대 정무수석을 지냈다.
전라북도 익산 출신이다. 이리동중학교, 원광고등학교를 졸업했다. 원광대학교 총학생회장을 지냈다. 2004년 4월 15일 열린우리당 소속으로 전라북도 익산시 갑에 출마하여 제17대 국회의원에 당선되었다. 
문재인 정부에서 2017년 5월 대통령비서실 정무비서관으로 임명되었고, 2017년 11월 28일 정무수석으로 승진하여 2019년 1월 8일까지 임기를 수행하였다. 퇴임으로부터 12일 후, 이라크 특임 외교특별보좌관에 위촉되었다.

## 학력
- 이리북일국민학교 졸업
- 이리동중학교 졸업
- 원광고등학교 졸업
- 원광대학교 신문방송학 학사

## 경력
- 1989년 3월~1990년 2월: 제19대 원광대학교 총학생회 회장
- 2004년 4월 15일: 대한민국 제17대 국회의원 선거 당선(전북 익산시 갑, 열린우리당, 초선)
- 2008년 2월~2008년 3월: 제18대 국회의원 선거 전북 익산시 갑 통합민주당 국회의원 예비후보
- 2009년 9월: 한국-이라크 우호 재단 이사장
- 2012년 1월~2012년 4월: 민주통합당 한명숙 당대표 정무특보
- 2012년 8월~2012년 12월: 제18대 대통령 선거 민주통합당 문재인 대통령 후보 선거대책본부 국민참여정책본부장
- 2015년 12월~2016년 3월: 제20대 국회의원 선거 전북 익산시 갑 더불어민주당 국회의원 예비후보
- 2016년 5월~2017년 5월: 더불어민주당 전라북도당 익산시 을 지역위원회 위원장
- 2017년 3월~2017년 4월: 제19대 대통령 선거 더불어민주당 문재인 대통령 후보 정무2특보
- 2017년 4월~2017년 5월: 제19대 대통령 선거 더불어민주당 문재인 대통령 후보 중앙선거대책위원회 국민참여정책본부장
- 2017년 5월~2017년 11월: 대통령비서실 정무수석비서관실 정무비서관(1급)
- 2017년 11월~2019년 1월: 대통령비서실 정무수석비서관(차관 급)
- 2019년 1월~2022년 5월: 이라크 특임 외교특별보좌관
- 2019년 6월~: 더불어민주당 전북특별자치도당 익산시 을 지역위원회 위원장
- 2020년 4월 15일: 대한민국 제21대 국회의원 선거 당선(전북 익산시 을, 더불어민주당, 재선)
- 2020년 6월~2021년 5월: 더불어민주당 정책위원회 제1정책조정위원장
- 2021년 4월~2022년 3월: 더불어민주당 원내운영수석부대표
- 2022년 8월~2024년 8월: 더불어민주당 전북특별자치도당 위원장
- 2023년 3월~2024년 4월: 더불어민주당 전략기획위원장
- 2023년 11월~2024년 4월: 제22대 국회의원 선거 더불어민주당 기획단 위원
- 2024년 4월 10일: 대한민국 제22대 국회의원 선거 당선(전북 익산시 을, 더불어민주당, 3선)
- 2025년 3월~: 더불어민주당 재난재해대책특별위원회 위원장

### 의정 활동
- 2004년 5월 30일~2008년 5월 29일: 제17대 국회의원(전북 익산시 갑, 열린우리당→대통합민주신당→통합민주당, 초선)
  - 2004년 7월~2008년 5월: 제17대 국회 전반기, 후반기 산업자원위원회 위원
  - 윤리특별위원회 위원
  - 기후변화협약대책특별위원회 위원
  - 일자리창출을위한특별위원회 위원
- 2020년 5월 30일~2024년 5월 29일: 제21대 국회의원(전북 익산시 을, 더불어민주당, 재선)
  - 2020년 6월~2021년 4월: 제21대 국회 전반기 행정안전위원회 간사
  - 2020년 9월~2021년 4월: 제21대 국회 전반기 행정안전위원회 법안심사제1소위원회 위원장
  - 2021년 4월~2022년 5월: 제21대 국회 전반기 행정안전위원회 위원
  - 2021년 4월~2021년 8월: 제21대 국회 전반기 국회운영위원회 위원
  - 2021년 8월~2022년 4월: 제21대 국회 전반기 국회운영위원회 간사
  - 2021년 10월~2021년 11월: 제21대 국회 윤리특별위원회 위원
  - 2021년 11월~2022년 4월: 제21대 국회 윤리특별위원회 간사
  - 2022년 7월~2024년 5월: 제21대 국회 후반기 기획재정위원회 위원
  - 2022년 7월~2023년 5월: 제21대 국회 후반기 예산결산특별위원회 위원
- 2024년 5월 30일~: 제22대 국회의원(전북 익산시 을, 더불어민주당, 3선)
  - 2024년 6월~: 제22대 국회 전반기 행정안전위원회 위원
  - 2024년 12월~2025년 2월: 제22대 국회 윤석열 정부의 비상계엄 선포를 통한 내란 혐의 진상규명 국정조사 특별위원회 간사
  - 2025년 6월~: 제22대 국회 전반기 예산결산특별위원회 위원장

## 전과
- 폭력행위등처벌에관한법률위반, 집회및시위에관한법률위반: 징역 1년 6월, 집행유예 2년 - 1989년 6월 29일 선고[2]

## 역대 선거 결과
|  | 74.53% |

|  | 36.83% |

|  | 72.59% |

|  | 87.03% |

## 소속 정당
| 소속 정당 | 소속 정당      | 소속 기간 | 비고      |
| --------- | -------------- | --------- | --------- |
|           | 새정치국민회의 | 1996~2000 | 정계 입문 |
|           | 새천년민주당   | 2000~2002 | 합당      |
|           | 무소속         | 2002      | 탈당      |
|           | 개혁국민정당   | 2002~2003 | 창당      |
|           | 무소속         | 2003      | 탈당      |
|           | 열린우리당     | 2003~2007 | 창당      |
|           | 대통합민주신당 | 2007~2008 | 합당      |
|           | 통합민주당     | 2008      | 합당      |
|           | 민주당         | 2008~2010 | 당명 변경 |
|           | 무소속         | 2010      | 탈당      |
|           | 국민참여당     | 2010~2011 | 창당      |
|           | 무소속         | 2011      | 탈당      |
|           | 시민통합당     | 2011      | 창당      |
|           | 민주통합당     | 2011~2013 | 합당      |
|           | 민주당         | 2013~2014 | 당명 변경 |
|           | 새정치민주연합 | 2014~2015 | 합당      |
|           | 더불어민주당   | 2015~2017 | 당명 변경 |
|           | 무소속         | 2017~2020 | 탈당      |
|           | 더불어민주당   | 2020~현재 | 복당      |

## 같이 보기
- 익산시 갑
- 익산시 을
- 익산시의 국회의원
- 대한민국의 대통령비서실 수석비서관